# Bourguignon (Doubs)
Bourguignon – miejscowość i gmina we Francji, w regionie Burgundia-Franche-Comté, w departamencie Doubs.
Według danych na rok 1990 gminę zamieszkiwały 824 osoby, a gęstość zaludnienia wynosiła 148 osób/km² (wśród 1786 gmin Franche-Comté Bourguignon plasuje się na 199. miejscu pod względem liczby ludności, natomiast pod względem powierzchni na miejscu 760.).